# Стекло (альбом)
Стекло — девятый музыкальный альбом, записанный рок-группой «Пикник» в 1997 году. Альбом очень похож на «Жень-шень» и «Вампирские песни», но был не настолько популярен ввиду недостатка продвижения со стороны выпускающего лейбла. Обложку альбома нарисовал художник Максим Елисеев. Песни чередуются по классическому для группы варианту «От медленной к быстрой».

## Список композиций
музыка и слова — Эдмунд Шклярский
| №   | Название                      | Длительность |
| --- | ----------------------------- | ------------ |
| 1.  | «Лицо»                        | 3:55         |
| 2.  | «Ещё один дождь»              | 4:33         |
| 3.  | «Глаза очерчены углём»        | 4:29         |
| 4.  | «Шарманка»                    | 5:05         |
| 5.  | «Два великана»                | 4:20         |
| 6.  | «Навуходоносор»               | 5:34         |
| 7.  | «Отучи же меня говорить»      | 3:30         |
| 8.  | «Адреналиновые песни»         | 4:41         |
| 9.  | «Предчувствие (инструментал)» | 1:36         |
| 10. | «Диск-жокей»                  | 4:56         |
| 11. | «С высоты некуда упасть»      | 2:14         |

## Участники записи
- Эдмунд Шклярский — соло-гитара, акустическая гитара, основной вокал
- Александр Рокин — бас-гитара
- Сергей Воронин — клавишные, аранжировки
- Леонид Кирнос — ударные, перкуссия, тарелки